# Bourrouillan

Zmiany populacji gminy Bourrouillan

Bourrouillan – miejscowość i gmina we Francji, w regionie Oksytania, w departamencie Gers.
Według danych na rok 1990 gminę zamieszkiwało 167 osób, a gęstość zaludnienia wynosiła 19 osób/km² (wśród 3020 gmin regionu Midi-Pireneje Bourrouillan plasuje się na 896. miejscu pod względem liczby ludności, natomiast pod względem powierzchni na miejscu 1183.).